# Parco Pubblico Federale El Chamizal
Il Parque Público Federal El Chamizal, (Parco Pubblico Federale El Chamizal in italiano) è un parco pubblico di proprietà statale, ubicato nella città di frontiera di Ciudad Juárez, nello stato di Chihuahua in Messico. Con un'estensione di 1.2 km² è il più grande parco pubblico cittadino dello stato.

## Storia

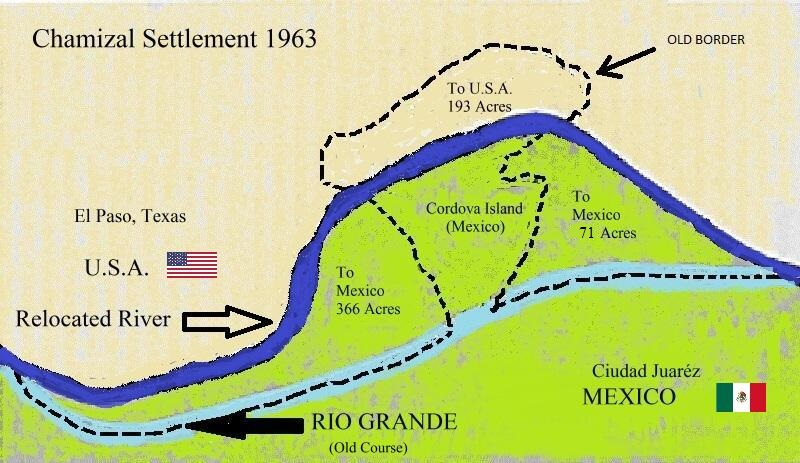
Modifiche del tracciato del fiume e della frontiera, tra Stati Uniti e Messico 1864-1964

Nel Trattato di Guadalupe Hidalgo del 1848 e successivamente nel Trattato della Mesilla del 1853, rispettivamente, stabilirono e ratificarono che il Río Grande o Río Bravo, come il nuovo confine territoriale tra gli Stati Uniti e il Messico. Nel 1864 il fiume subì delle alterazioni del suo alveo naturale, causate da una piena e da alluvioni. Questa situazione ha dato origine alla disputa legale sul terreno dove attualmente si trova il Parco El Chamizal. Dopo una serie di controversie internazionali e dopo un importante lavoro della diplomazia messicana, durante il mandato di sei anni del presidente Adolfo López Mateos, (1958-1964), si raggiunse finalmente una soluzione tra i due paesi, fu così che il 20 febbraio 1964 fu pubblicata nella Diario Oficial de la Federación, DOF, (Gazzetta Ufficiale della Federazione in italiano) ,la Convenzione tra gli Stati Uniti del Messico e gli Stati Uniti d'America su El Chamizal, che stabilisce che, "La linea mediana del nuovo alveo costituirà il nuovo limite internazionale." Con questo, le terre rimaste a nord del Rio Grande passarono agli Stati Uniti, e le terre a sud passarono al Messico. Ciò significa che gli Stati Uniti hanno restituito un'area totale di 333 ettari. Per evitare che il Rio Grande cambi nuovamente il confine internazionale in futuro, le sponde vennero rinforzate, costruendo un canale in cemento, largo 51 metri nella parte superiore e profondo 4,6 metri. I due governi hanno condiviso il costo del canale, compreso quello di tre nuovi ponti. Secondo varie fonti, El Chamizal rappresenta l'unico territorio che gli Stati Uniti hanno restituito al Messico dopo più di un secolo di controversie legali. Sul terreno restituito dagli Stati Uniti al Messico nel 1963, in accordo con il Governo Federale del Messico, si decise di costruire un parco urbano. A partire dal 1970 iniziò lo sviluppo dei circa 1.2 km². Il 18 maggio 1987, il Governo Federale del Messico, donò El Chamizal al Comune di Ciudad Juárez, con la condizione che fosse mantenuto come parco pubblico. Secondo gli archivi giornalistici del 1989, il piano iniziale prevedeva il rimboschimento dell'area, l'installazione di una pista ciclabile che attraversava l'intera superficie del parco, un campo da golf a nove buche, tre zoo, ristoranti e una pista di pattinaggio sul ghiaccio, oltre a giochi per bambini. Tuttavia, col passare del tempo, dovuto agli alti costi, la possibilità di costruire campi da golf e zoo venne eliminata. Nel 2013 a est del parco è stato costruito il Monumento a la Mexicanidad, detto la "X" de Sebastián.

## Offerte culturali

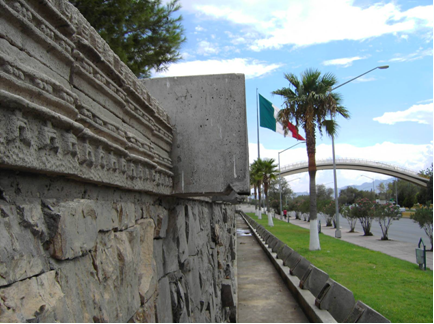
Esterno del Museo di Archeologia e parco circostante

Oltre alle passeggiate a piedi, ai giri in bicicletta e ai picnic in famiglia, il Parco del Chamizal offre alcune interessanti attrattive, che spaziano dai monumenti ai musei, agli impianti sportivi, alle scuole.
Monumenti e musei:
- Placa de El Chamizal, targa commemorativa della costruzione del parco, ad opera del Governo Federale del Messico del 1970-1976.
- Monumento a Benito Juárez, (da non confondere con il più importante Monumento a Juárez nel centro della città).
- Monumento de Las Américas, chiamato anche Momumento de las Banderas, inaugurato nel 1967 è composto da 36 bandiere di diversi paesi delle Americhe.[2]
- Macro bandiera di Ciudad Juárez, (chiamata anche Mega bandiera o bandiera monumentale di Juárez, una delle più grandi del paese).
- Monumento a Los Indomables, Gli Indomabili, (chiamati anche Indomabili di Ciudad Juárez, sono tre cavalli in bronzo circondati da una fontana).
- Monumento a la Mexicanidad, (scultura monumentale e omonima piazza, chiamata anche la "X" di Sebastián in onore del suo scultore), a poche decine di metri dal confine con gli Stati Uniti, inaugurata nel 2013.
- Monumento al Maestro Ilustre, dedicato agli insegnanti di tutto il Messico, inaugurato nel 2015
- Museo de Arqueología e Historia de El Chamizal, museo archeologico e della disputa de El Chamizal inaugurato nel 1976.
- Pirámide Del Chamizal, replica di una piramide Maya in miniatura.
- Acueducto Chamizal, replica funzionante di un acquedotto ad archi.

- Monumento Al Papa Francisco, (detto anche El Punto), opera dello scultore Pedro Francisco Martínez, alta quattro metri, il papa è ritratto in piedi con una colomba sulla mano sinistra, installata nel 2017.[3]

Istituti scolastici:
- Istituto di Scienze Sociali e Amministrative
- Colegio de Bachilleres del Estado de Chihuahua Plantel 19.
- Escuela de Educación Vial
- Biblioteca Central Carlos Montemayor, è la bibioteca del Colegio de Bachilleres.

Altri luoghi nel parco:
- Teatro Del Pueblo, detto anche la "Concha Acustica", teatro all'aperto di fronte alla "X".
- Unidad Deportiva Universitaria, complesso sportivo universitario, inaugurato nel 2007.[4]
- Stadio Olimpico Benito Juárez, con una capacità di 19,703 spettatori, inaugurato nel 1981.

## Altre risorse
- Ciudad Juárez pagina della città
- Stato di Chihuahua pagina dello stato di Chihuahua
- Monumento a la Mexicanidad pagina del monumento ubicato ad est nel parco